# Bucsu
Bucsu (em alemão: Butsching; croata: Bučura, Buča) é um município da Hungria, situado no condado de Vas. Tem 16,54 km² de área e sua população em 2015 foi estimada em 565 habitantes.